# 눈동자 (드라마)
눈동자는 한국방송공사 주말연속극이다.

## 제작진
- 극본 : 이희우
- 연출 : 황은진

## 출연진
- 강효실
- 김세윤
- 문오장
- 송재호
- 지미옥
- 태현실
- 한혜숙

## 참고사항
- 1981년 3월 7일부터 KBS 2TV의 채널에서 광고방송(상업광고방송)을 개시 및 송출을 했고, 블록광고에 평일 4블록 20분과 주말과 공휴일만 5블록 25분을 정했다.[1]